# Dreischichtfarbfilm
Der Dreischichtfarbfilm oder Dreischichtenfilm (engl. Integral Tripack) ist ein mehrschichtiger Farbfilm. Derartige Filme wurden erstmals 1935 bzw. 1936 durch die Unternehmen Kodak (Kodachrome) und Agfa (Agfacolor-Neu) auf dem Markt eingeführt.
Bei einem Dreischichtfarbfilm bestehen die Schichten aus Fotoemulsion, die sich aus Silberbromid–Kristallen und Farbkuppler zusammensetzt. Die oberste Schicht ist sensibilisiert für blaues Licht, die mittlere für grünes und blaues, die unterste für rotes und blaues Licht. Die oberste Schicht kuppelt im Farbentwickler gelb, die mittlere purpur und die unterste blaugrün.
Zwischen der oberen und der mittleren farbsensibilisierten Schicht liegt eine Filterschicht, die „Gelbfiltersperrschicht“, die den Blau- und Violettanteil des einfallenden Lichtes ausfiltert.
Nach dieser Art sind bis heute fast alle Umkehr- und Negativ-Farbfilme aufgebaut. Eine Ausnahme bildete der bis 2009 hergestellte Kodachrome-Film, der ohne Farbkuppler auskommt; das bewirkt eine höhere Farbstabilität, jedoch war die aufwändigere Entwicklung nur in spezialisierten Labors möglich.

## Aufbau der Schichten

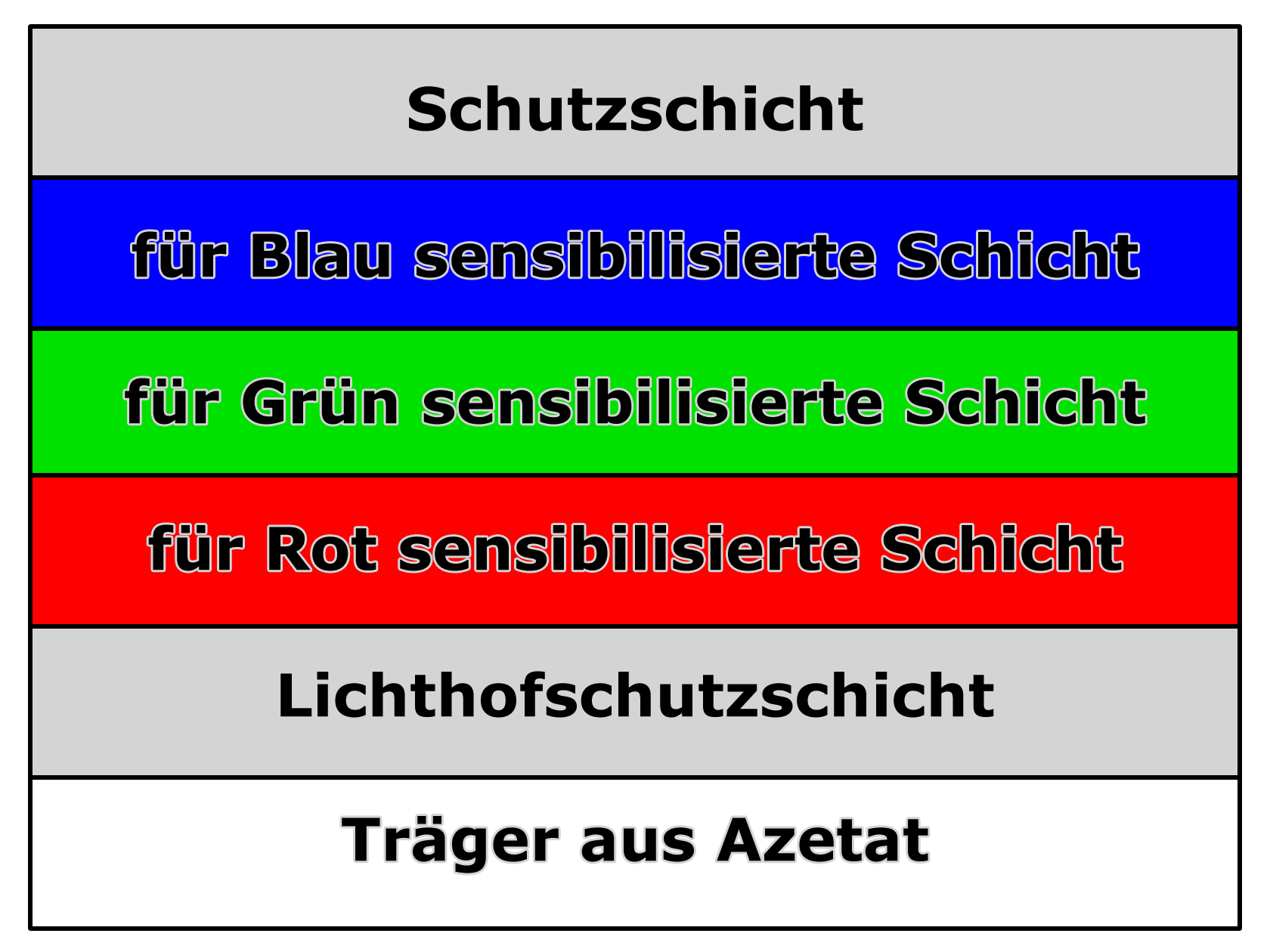
Schematischer Aufbau eines Farbnegativfilms mit zusätzlichem Lichthofschutz. Je nach Hersteller und Film können ggf. zusätzliche Schichten vorhanden sein.

Bei der überwiegenden Zahl aller heute hergestellten Filme gibt es für jede Farbe (Blau, Grün, Rot) je eine Schicht mit hoher, niedriger und meist auch mittlerer Lichtempfindlichkeit. Zwischen blauempfindlicher Schicht und der grünempfindlichen Schicht befindet sich außerdem grundsätzlich eine Gelbfilterschicht, die blaues Licht zurückhalten soll. Das ist deshalb nötig, weil die grün- und rotempfindlich gemachten Schichten nicht nur für Grün und Rot, sondern wie alle photographischen Schichten auch für blaues Licht empfindlich sind. Oftmals liegt vor der rotempfindlichen Schicht sogar noch eine leichte Rotfilterschicht, um eine exaktere Rotsensibilisierung zu erreichen und damit eine reinere Blau- und Grünwiedergabe zu bewirken.
Die Schichten entsprechen dabei in fertigem entwickeltem Zustand nicht ihrer Farbe, für die sie empfindlich gemacht sind, sondern ihrer Komplementärfarbe. Die blauempfindliche Schicht bildet also den gelben Farbstoff aus; sie ist also nicht blau, wie das obige Schaubild es vermuten ließe. Die grünempfindliche Schicht bildet den purpurnen Farbstoff aus und die rotempfindliche Schicht den blaugrünen Farbstoff.
Die Firma Fujifilm hat ihren Filmen eine weitere Schicht beigegeben, sie soll vor dem Farbstich von Leuchtstoffröhren schützen.
Farbnegativfilme enthalten ferner im Normalfall eine gelbrote bis bräunliche Farbmaske zum Ausgleich der Nebendichten der Farbstoffe, die die Farbtreue verschlechtern. Nebendichten entstehen, weil es keine ideale Empfindlichmachung für bestimmte Farbanteile (Blau, Grün, Rot) und ideale Farbstoffe (Gelb, Purpur, Blaugrün) gibt, diese wären aber für eine vollkommen richtige Farbwiedergabe nötig. Bei Farbumkehrfilmen fehlt diese Maske, da sie durch ihre Farbigkeit bei der Projektion stören würde.